# Пташиний сейм
«Пташиний сейм» — епічна поема Михайла Корицького написана латинською мовою в 1764 році з нагоди обрання Станіслав-Августа Понятовського королем Речі Посполитої.

## Зміст
Поема виступає розгорнутою алегорією, де король зображений у вигляді орла, а виборчий сейм — у вигляді пташиного зльоту. Птахи, які всюди чекають нещастя, розуміючи, що причиною їхніх неприємностей є анархія, відсутність єдиного, мудрого і справедливого лідера, вирішують обрати його зі свого оточення. Підлягаючи загальним зборам, вони роблять висновок, що єдиним гідним звання вождя можуть бути лише орли — перед читачами вони постають як сміливі воєводи, справедливі судді та мудрі правителі. Вибори одного з орлів, а саме Станіслав-Агуста Понятовського, королем і загальний тріумф з цього приводу завершують поему.
«Пташиний сейм» складається з серії епізодів, які переходять один в одного, перериваються монологами та діалогами персонажів, описами. Після зачину відбувається переказ неприємностей птахів, які у своїх монологах скаржаться на різні небезпеки життя. Вони усвідомлюють, що причиною цього є анархія та надмірна свобода, відсутність єдиного сильного лідера. Одна з пташок оспівує особистість правителя. Інші, вислухавши її, вирішують оголосити загальні збори для обрання такого керівника.
Наступний детальний опис місця зустрічі та приїзду його учасників значно уповільнює хід дій, але результат — чітке тло, на якому розгортатимуться події. Далі читач знайомиться з головними героями. Список персонажів закінчується павичем. Його зауваження, яке пред'являє претензії на престол, і відповідь зборів, які відкинули домагання гордої птиці, провокують активну реакцію ворони, яка у своїй промові віщує майбутнє панування орлів. Недовіра на зустрічі до пророчих слів ворожки та висунення інших кандидатів є ключовим моментом у розвитку дії, що визначає подальший хід подій у поемі. Тепер орел має довести своє право на престол.
Тут збір переривається настанням ночі. Скориставшись темрявою, сова атакує зграю голубів, які зупинилися на ніч. Птахи ловлять хижака і судять його. У той же час орли демонструють свою судову мудрість, справедливість і непохитність. Вони засуджують сову до смерті. Після покарання збір відновлюється, але знову переривається нападом куниці. Орли негайно вступають у бій з небезпечним ворогом і завдяки мужності та військовій хитрості перемагають його.
Зустріч продовжується знову і знову припиняється — тепер через грозу. Серед загальної плутанини та жаху лише орли залишаються спокійними та непорушними, прикриваючи крила від дощу боязких птахів. Після шторму на сеймі виступає папуга, який прославляє чесноти, щойно виявлені орлами. Він пропонує обрати одного з них королем. Асамблея одноголосно приймає цю пропозицію. Поема завершується описом загального святкування та радості.

## Жанрові особливості
Головний герой поеми — команда. Це орли, які символізують родину Понятовських. Тільки у фіналі єдиним обраним став Станіслав-Август Понятовський. Характеристика орлів дається через їхні дії. Типізація повністю відповідає класицистичному ідеалу глави держави: мудрість і справедливість, військова доблесть і мужність, турбота про підданих. Ці якості проявляються в головних подіях «Пташиного сейму» — судовий процес над совою, боротьба з куницями, епізод з грозою.
Представлення ситуації в країні перед виборами, очікування, пов'язані з обранням нового короля, хід самих виборів — все це гармонійно та послідовно втілено у короткій епічній поемі. Заклик до єдності держави та громадян під владою мудрого та освіченого монарха в період внутрішнього розладу та складної зовнішньої ситуації Речі Посполитої — ось головне ідеологічне ядро твору.
Різноманітність змісту, зміна форм викладу, затримка та відступ, детальні порівняння, несподівані повороти у розвитку дії надають поемі захоплення, тримають читача в постійній напрузі. Захоплюючий вміст відповідає вишуканій формі. Між об'єктами, показаними у творі, та застосованими наочними посібниками існує тісний взаємозв'язок. В описах природи, бойових сценах та промовах героїв ці засоби різні. Однак можна відзначити і загальне: наявність значної кількості риторичних фігур, складність, але в той же час компактність і симетричність синтаксичних конструкцій, багатство і чистота поетичної мови, розвинена синонімія та вдале застосування шляхів, чудова композиція звуку.